# الکس یولیگ
الکس یولیگ یا  الکساندر یولیگ (زاده ۱۴ ژانویه ۱۹۶۳ در اشتوتگارت) بازیگر، خواننده و موتورسوار حرفه‌ای اهل آلمان است.
او بیشتر با نام الکس شناخته می‌شود. وی همچنین یک بار به عنوان مهمان بیگ برادر آلمان در شبکه آر تی ال دو شرکت داشته‌است. الکس با آهنگ‌های من فقط تو را می‌خواهم (به آلمانی: Ich will nur dich) و می‌خوای؟ (به آلمانی: Willst du) در سطح اروپا و جهان مشهور شد. او  بیشتر بخاطر صدای خیلی خاص و بم خود شهرت یافت.

## زندگی‌نامه
الکس یولیگ فرزند یک دیپلمات بود و چند سال جوانی‌اش را در کشورهای برزیل، اسپانیا، نیجریه و پاکستان گذراند. سپس به آلمان برگشت و در شهر بن تا سن ۲۱ سالگی به یادگرفتن نقاشی مشغول شد. به مدت ۱۷سال در رستوران‌ها فعالیت داشت که در این زمان به مدت ۱۰ سال به عنوان گارسون در کافه Rheinlust کار کرده‌است. تا اینکه در اولین دوره مسابقات تلویزیونی بیگ برادر آلمان شرکت کرد و تا یکی دو هفته مانده به پایان مسابقات هم جزء امیدهای انتخاب شدن بود ولی نهایتاً به عنوان پنجمین نفر گروه حذف شد. آلکس با استفاده از شهرتی که در Big Brother کسب کرده بود ترانه Ich will nur Dich (من فقط تو رو می‌خوام) را به بازار فرستاد که با استقبال گسترده مردم روبرو شد و سومین آهنگ پر فروش آلمان شد.او یک آلبوم با ۱۲ آهنگ دارد‌.
الکس یولیگ از سال ۲۰۰۱ به عنوان بازیگر در فیلمهای  HyperSonic ،Python 2 ،Interceptors و	Sperling بازی کرد؛ و بعد از آن در سال ۲۰۰۳ از موسیقی و سینما کناره گرفت و به موتورسواری روی آورد. او هم اکنون شریک مدیریت Moto Lifestyle GmbH ارائه دهنده خدمات مدیریت پس از فروش برای سوزوکی است.
همسر اول الکس یولیگ جنی الورز هنرمند معروف آلمانی بود که از آن رابطه کوتاه یک فرزند دارند. پس از جدایی از جنی الورز، الکس با بریت یولیگ هاینز مدل آلمانی ازدواج کرد.